# Deben
El deben (de vegades, tabonon) va ser una unitat de pes en l'antic Egipte, constatada des del Regne Antic. Literalment significa «anell de metall».

## Canvis de valor
Al llarg de la història, el seu valor concret va canviar de forma significativa.

### Regnes Antic i Mitjà
S'ha trobat pesos de pedra des del Regne Antic, d'aproximadament 13,6 grams. Pesos similars del Regne Mitjà, concretament de Sesostris I, van ser descobertes a Lisht. A partir del Regne Mitjà, amb Sesostris III i Amenemhat III es van utilitzar pesals deben deuen fets de metalls com el coure i l'or tenint els primers gairebé el doble de pes que els últims (aprox. 23,7 grams).
Al Papir Boulaq 18 (de la dinastia XIII d'Egipte, pertanyent al Segon Període Intermedi d'Egipte) es diferencia entre un deben petit i un altre gran.

### Imperi Nou
Des de l'Imperi Nou, el deben assoleix un pes uniforme equivalent aproximadament a 91 grams i era assimilable a 10 kites (també conegut com a qedetys, qedets, kidets o kits) o 12 sénius o en el que és conegut pels egiptòlegs com "peces" de pes 7,6 grams. El shat equivalia a mig deben.
Era utilitzat amb freqüència per designar al valor d'un producte, mitjançant la seva comparació amb el pes d'un metall, generalment de plata o coure.

## Protomoneda
S'ha especulat que les peces de metall que pesaven un han es guardaven en caixes, es portaven als comprats i s'utilitzen com a mitjà de canvi. No obstant això, els arqueòlegs no han pogut trobar aquestes peces estandarditzades de metalls preciosos.
D'altra banda, està documentat que els debens servien per comparar valors. En la dinastia XIX, una esclava que costava quatre han d'i un kite de plata, es pagava amb diversos béns equivalents: 6 gots de bronze, 10 deuen cobri, 15 peces de roba de lli, un llençol, una manta i un pot de mel.
Per textos de Deir el-Medina, es coneix que un obrer comú rebia mensualment 1,5 sacs de blat i quatre sacs d'ordi, que equivalien aproximadament a 7 debens de coure. Un capatàs, 5,5 sacs de blat i 2 sacs d'ordi, equivalents aproximadament a 9,5 debens.